# Mniszek (województwo świętokrzyskie)
Mniszek – wieś sołecka w Polsce położona w województwie świętokrzyskim, w powiecie jędrzejowskim, w gminie Małogoszcz Leży nad Białą Nidą.
W latach 1975–1998 miejscowość administracyjnie należała do województwa kieleckiego.

## Części miejscowości
| SIMC    | Nazwa     | Rodzaj    |
| ------- | --------- | --------- |
| 0249432 | Bołdyn    | część wsi |
| 0249455 | Dziadówki | kolonia   |
| 0249449 | Kępa      | kolonia   |

## Historia
Według Słownika geograficznego Królestwa Polskiego z roku 1885  Mniszek i Mniszek-Dziadowo, stanowiły wsie w powiecie jędrzejowskim, gminie  i parafii Złotniki. Mniszek w  1827 roku był wsią poduchowną (wspomina o nim Długosz  t. III, 372) – był wsią klasztoru cystersów jędrzejowskich w województwie sandomierskim w ostatniej ćwierci XVI wieku, aż do supresji zakonu., posiadał 18 domów i 139 mieszkańców. Po przejściu na własność rządu należał do ekonomii Jędrzejów.
Spis z roku 1921 umieszcza Mniszek w gminie Złotniki było tu wówczas 33 domy i 205 mieszkańców. Natomiast Mniszek-Dziadowo liczył 16 domów i 90 mieszkańców